# Hypholoma capnoides
Hypholoma capnoides es una especie de hongo basidiomiceto de la familia Strophariaceae.

## Sinónimos
- Agaricus capnoides Fr. 1818
- Dryophila capnoides (Fr.) Quél. 1888
- Dryophila fascicularis var. capnoides (Fr.) Quél. 1888
- Geophila capnoides (Fr.) Quél. 1886
- Naematoloma capnoides (Fr.) P. Karst. 1880
- Naematoloma capnoides var. capnoides (Fr.) P. Karst. 1880
- Psilocybe capnoides (Fr.) Noordel. 1995

## Características
El píleo es convexo y tiene 6 centímetros de diámetro, es de color amarillento, el estipe o tallo es de color amarillento blancuzco.

## Comestibilidad
Es un hongo comestible, de sabor suave y muy dulce.